# 国立病院機構あきた病院
独立行政法人国立病院機構あきた病院（どくりつぎょうせいほうじんこくりつびょういんきこうあきたびょういん）は、秋田県由利本荘市の医療機関。
国立病院機構の病院として主に政策医療分野における神経・筋疾患、重症心身障害、結核などに対応する医療を提供している。

## 概要
結核療養所として創設され、秋田県の結核拠点病院となっているが、現在は重症心身障害および筋ジストロフィー、筋萎縮性側索硬化症 (ALS) を含む神経・筋疾患に対する専門医療が中心となっている。東北地方の国立病院機構の病院で筋ジストロフィー病棟を有するのは仙台西多賀病院、青森病院と本院のみである。
病院は日本海に面した土地にあり、海側には国道7号、JR羽越本線が平行し、背後の山地を日本海東北自動車道が通過している。南側に外来管理治療棟・外来検査棟、手術棟、2病棟（一般病床）、3病棟（結核病床、一般病床）の各棟が、北側に3階建の北・南1〜3病棟（重症心身障害児（者）病床、筋ジストロフィー病床）がある。各棟は渡り廊下で連絡している。外来管理治療棟の完成により、すべての建物があきた病院へ移行後のものとなった。

## 医療機関指定
出典
| 児童福祉法(療養の給付)                               | 障がい者総合支援法 |
| 労働者災害補償保険法                                 | 生活保護法         |
| 感染症の予防及び感染症の患者に対する医療に関する法律 |                    |

### 外来診療
- 受付時間：午前7時15分〜午前11時（初診の場合は午前8時30分〜午前11時）
- 診療時間：午前8時30分〜午後5時15分（整形外科、皮膚科、耳鼻咽喉科は午前9時30分より診療開始）
- 診療日：月曜日〜金曜日（土曜日、日曜日、祝日、年末年始(12月29日〜1月3日)は休診）

## 沿革
- 1934年（昭和9年）9月 - 道川村の敷地寄付により、社団法人秋田県衛生会が結核療養所の建築を計画[4]
- 1935年（昭和10年）5月20日 - 社団法人秋田県衛生会秋田療養院として事業開始（26床）[4]
- 1935年（昭和10年）9月 - 病棟を順次増床（96床）[4]
- 1944年（昭和19年）4月1日 - 日本医療団に移管[4]
- 1947年（昭和22年）4月1日 - 厚生省に移管、国立秋田療養所の分院の国立療養所秋田療養院となる（結核病床90床）[4]
- 1948年（昭和23年）11月1日 - 国立道川療養所と施設名改称[4]
- 1952年（昭和27年）4月1日 - 国立秋田療養所より独立[4]
- 1956年（昭和31年）1月 - 結核病床を増床（100床）[4]
- 1977年（昭和52年）7月1日 - 結核病床の一部を一般病床に転換（一般50床、結核50床、合計100床）[4]
- 1981年（昭和56年）5月18日 - 筋ジストロフィー病棟（40床）を開設、（一般50床、結核50床、筋ジストロフィー40床、合計140床）[4]
- 1982年（昭和57年）4月6日 - 国立療養所道川病院と改称[4]
- 2003年（平成15年）12月1日 - 重症心身障害児（者）病棟（160床）を開設、筋ジストロフィー病棟（40床）を増床、結核病床34床を一般病床に転換[4]
- 2004年（平成16年）4月1日 - 独立行政法人化により、国立病院機構あきた病院と改称[4]
- 2006年（平成18年）10月1日 - 筋ジストロフィー病棟（80床）が療養介護事業所となる[4]
- 2012年（平成24年）4月1日 - 重症心身障害児（者）病棟（160床）が療養介護事業所となる[4]
- 2013年（平成25年）3月1日 - 結核病床8床を一般病床へ変更（一般病床332床 結核病床8床、計340床）[4]
- 2014年（平成26年）3月24日 - 外来管理治療棟（東棟）完成により全病棟の更新が完了[2]。結核病床2床を一般病床に変更。一般病床334床 結核病床6床の計340床となる[4]

## 診療科
- 内科
- 神経内科
- 呼吸器科
- 整形外科
- 外科
- 耳鼻咽喉科
- 小児科
- 眼科
- リハビリテーション科
- 歯科
- 皮膚科

## アクセス
- 東日本旅客鉄道羽越本線道川駅より徒歩3分
- 日本海東北自動車道岩城インターチェンジより車で8分